# هوانگ چی یول
هوانگ چی یول (انگلیسی: Hwang Chi-yeul؛ زادهٔ ۳ دسامبر ۱۹۸۲) خواننده، و بازیگر اهل کره جنوبی است. وی از سال ۲۰۰۷ میلادی تاکنون مشغول فعالیت بوده‌است.